# Victoria Subercaseaux Vicuña
Victoria Subercaseaux Vicuña (Santiago, 28 de julio de 1848-4 de marzo de 1931) fue una socialite chilena que contribuyó en el área política e intelectual de su país. Fue directora honoraria de la Biblioteca del Bando de Piedad e impulsó la Sociedad Protectora, así como realizó labores humanitarias con los inválidos y veteranos de la Guerra del Pacífico. También fue asesora política de su marido, el intendente Benjamín Vicuña Mackenna.

## Biografía

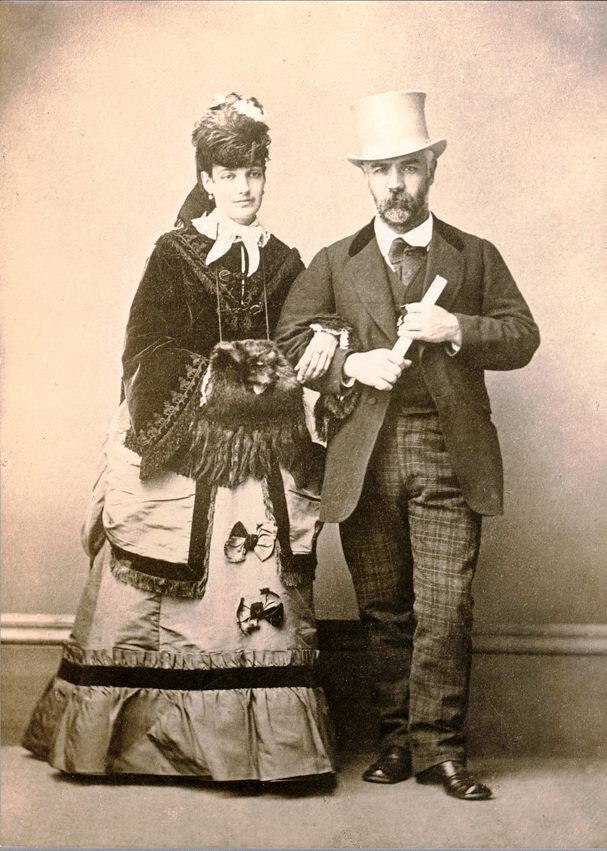
Victoria junto a su esposo Benjamín Vicuña Mackenna hacia 1870

Fue hija del senador Ramón Subercaseaux y Mercado y de Magdalena Vicuña y Aguirre, hija de Francisco Ramón Vicuña Larraín, vicepresidente de Chile. Su padre provenía de una de las familias acaudaladas de Chile, los Subercaseaux, de antepasados franceses que hicieron fortuna en la minería.
Su infancia transcurrió entre la propiedad rural de la familia, el Llano Subercaseaux, y la casa familiar en la capital chilena. Asistió al colegio particular de Miss Whitelock, aunque su formación fue completada con profesores particulares. Su educación fue la misma que tenían las señoritas de su clase: aprendió piano, en el cual destacó. Realizaba conciertos privados en las tertulias familiares delante de distinguidos invitados.
En 1866 fue presentada en sociedad durante el baile oficial con que se celebró la reelección del presidente de Chile José Joaquín Pérez, donde conoció a su primo hermano Benjamín Vicuña Mackenna. Al año siguiente se casaron y como fruto del matrimonio tuvieron ocho hijos, de los cuales cuatro alcanzaron la edad adulta: Blanca, María Magdalena, Eugenia y Benjamín. Además de ser la acompañante de su marido en diversos actos políticos y protocolarios, fue su asesora y principal apoyo.
Murió el 4 de marzo de 1931. Fue enterrada en la ermita del Cerro Santa Lucía, junto con las cenizas de su esposo e hijo Benjamín.

## Homenajes

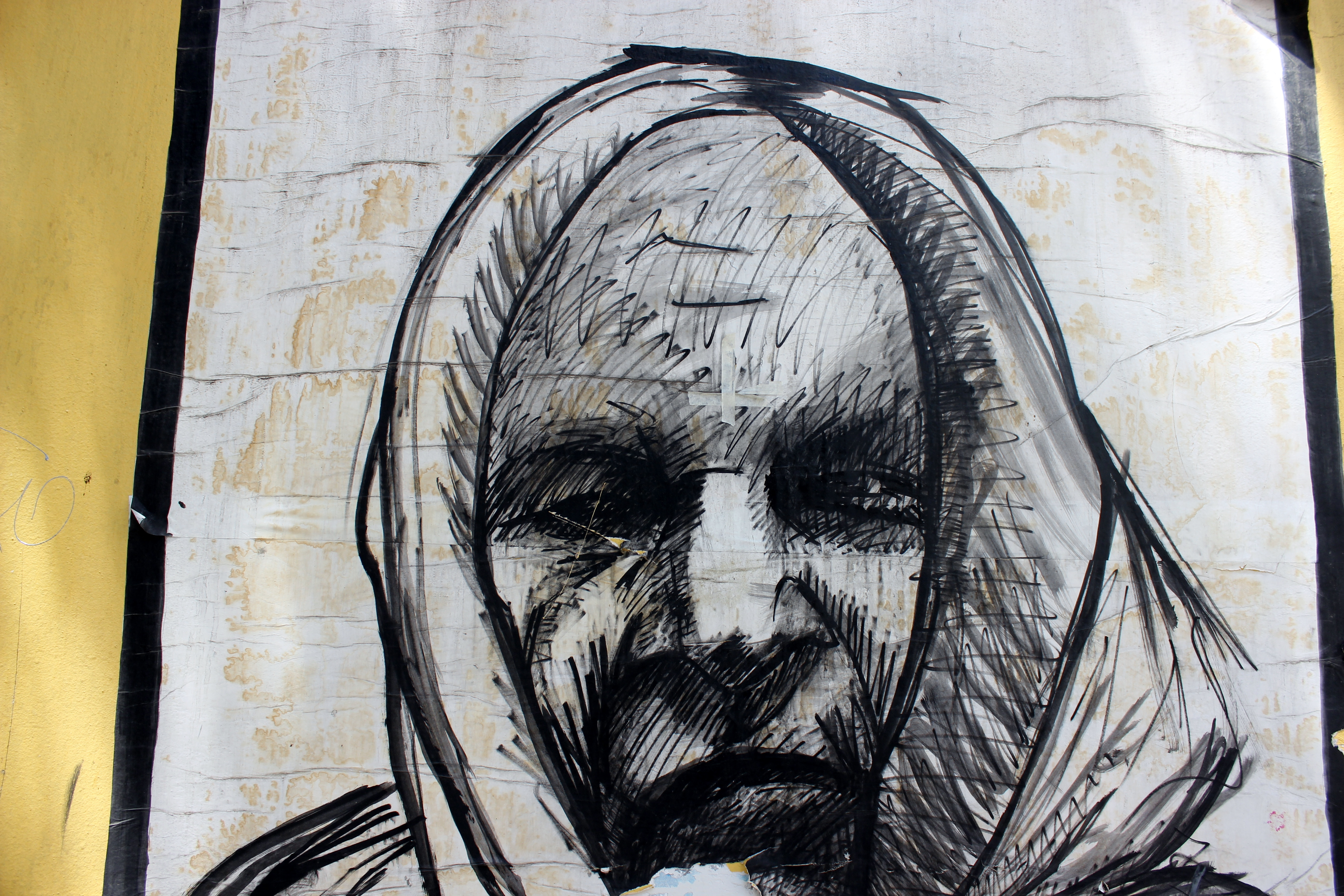
Retrato de Victoria en la calle que lleva su nombre, en el barrio Lastarria de Santiago de Chile

Una calle del barrio Lastarria de la capital chilena fue bautizada con su nombre por la Municipalidad de Santiago en 1931, durante las fiestas de celebración del Centenario de Vicuña Mackenna. En dicha calle, tras enviudar, tuvo su residencia, donde realizó prácticas espiritistas.